# Voleibol de praia nos Jogos Olímpicos de Verão de 2008 - Masculino
O torneio masculino de voleibol de praia nos Jogos Olímpicos de Verão de 2008 realizou-se entre 9 e 22 de agosto na Arena Chao Yang Park de Vôlei de Praia no Parque Chao Yang.

## Medalhistas
| Ouro   | USA Todd Rogers e Phil Dalhausser        |
| Prata  | BRA Márcio Araújo e Fabio Luiz Magalhães |
| Bronze | BRA Ricardo Alex Santos e Emanuel Rego   |

## Qualificação
As oito melhores equipas a terminarem o Swatch CAN World Tour (2007 e 2008), SWATCH CAN Campeonatos Mundiais (2007) e nas Finais dos Campeonatos Continentais (reconhecido pela FIVB) entre 1 de Janeiro de 2007 e 20 de Julho de 2008, a contar para qualificação olímpica para os Jogos Olímpicos Pequim 2008.
Foram 24 equipas a competir nos Jogos Olímpicos, com um máximo de duas equipas por país.
O Brasil teve quatro equipas no top 10 do Ranking Olímpico do FIVB Beach Volleyball de praia, mas apenas duas equipas de cada país podem participar. Também a Alemanha, os E.U.A., e os Países Baixos tinham três equipas cada um no top 24.

## Equipas qualificadas
Este foi o ranking definido pela FIVB para as duplas de Voleibol de Praia para os Jogos Olímpicos:
| Rank | Nº | Equipa                 | País               |
| ---- | -- | ---------------------- | ------------------ |
| 1    | 1  | Rogers - Dalhausser    | USA Estados Unidos |
| 2    | 2  | Ricardo - Emanuel      | BRA Brasil         |
| 3    | 3  | M. Araujo - Fabio Luiz | BRA Brasil         |
| 5    | 4  | Nummerdor - Schuil     | NED Países Baixos  |
| 6    | 5  | Xu - Wu                | CHN China          |
| 7    | 6  | Brink - Dieckmann Ch.  | GER Alemanha       |
| 8    | 7  | Barsouk - Kolodinsky   | RUS Rússia         |
| 9    | 8  | Klemperer - Koreng     | GER Alemanha       |
| 12   | 9  | Gibb - Rosenthal       | USA Estados Unidos |
| 13   | 10 | Schacht - Slack        | AUS Austrália      |
| 14   | 11 | Herrera - Mesa         | ESP Espanha        |
| 15   | 12 | Heyer - Heuscher       | SUI Suíça          |
| 16   | 13 | Conde - Baracetti      | ARG Argentina      |
| 17   | 14 | Kais Kr. - Vesik       | EST Estônia        |
| 18   | 15 | Doppler - Gartmayer    | AUT Áustria        |
| 19   | 16 | Boersma E. - Ronnes    | NED Países Baixos  |
| 21   | 17 | Geor - Gia             | GEO Geórgia        |
| 22   | 18 | Kjemperud - Skarlund   | NOR Noruega        |
| 23   | 19 | Gosch - Horst          | AUT Áustria        |
| 24   | 20 | Laciga M. - Schnider   | SUI Suíça          |
| 25   | 21 | Samoilovs - Pļaviņš    | LAT Letônia        |
| 28   | 22 | Asahi - Shiratori      | JPN Japão          |
| 26   | 23 | Lione - Amore*         | ITA Itália         |
| 84   | 24 | Fernandes - Morais     | ANG Angola         |

*: Matteo Varnier foi substituído por Eugenio Amore na equipa italiana, por lesão de Varnier.

### Países participantes
| - ANG Angola (1) - ARG Argentina (1) - AUS Austrália (1) - AUT Áustria (2) - BRA Brasil (2) - CHN China (1) | - ESP Espanha (1) - EST Estônia (1) - GEO Geórgia (1) - GER Alemanha (2) - ITA Itália (1) - JPN Japão (1) | - LAT Letônia (1) - NED Países Baixos (2) - NOR Noruega (1) - RUS Rússia (1) - SUI Suíça (2) - USA Estados Unidos (2) |

## Primeira fase
A estrutura de jogos da primeira fase foi divulgada a 16 de Abril de 2008.
Cada uma das 6 equipas de topo foi disposta por cada um dos grupos. As restantes equipas foram distribuídas pelos grupos através de sorteio.
As duas melhores equipas de cada grupo avançaram para os oitavos-de-final. As equipas classificadas em 3º lugar de cada grupo foram ordenadas por pontos (Pts). O desempate, foi, na ordem, pela divisão dos pontos marcados (PM) pelos pontos sofridos (PD) e pelo ranking da FIVB. As duas equipas melhor posicionadas foram automaticamente classificadas para os oitavos-de-final. As outras quatro equipas fizeram dois jogos (3ª x 6ª e 4ª x 5ª) e os vencedores passaram para a próxima fase.

### Grupo A
| Pos. | Equipa               | Pts | V | D | PM  | PD  | PM / PD | SM | SD |
| ---- | -------------------- | --- | - | - | --- | --- | ------- | -- | -- |
| 1    | CHN Xu - Wu          | 6   | 3 | 0 | 135 | 104 | 1,298   | 6  | 1  |
| 2    | ESP Herrera - Mesa   | 5   | 2 | 1 | 114 | 107 | 1,065   | 4  | 2  |
| 3    | AUT Gosch - Horst    | 4   | 1 | 2 | 111 | 133 | 0,835   | 2  | 5  |
| 4    | EST Kais Kr. - Vesik | 3   | 0 | 3 | 133 | 149 | 0,893   | 2  | 6  |

| 10 de Agosto, 2008 10:00 | Xu - Wu CHN | 2 – 0             | AUT Gosch - Horst | Arena Chao Yang Park de Vôlei de Praia Público: 10.160 Árbitro(s): USA Glenn Sapp, FRA Marc Berard |
| 10 de Agosto, 2008 10:00 | 21 -        | Set 1 Set 2 Set 3 | 16 15 -           | Arena Chao Yang Park de Vôlei de Praia Público: 10.160 Árbitro(s): USA Glenn Sapp, FRA Marc Berard |

| 10 de Agosto, 2008 22:00 | Herrera - Mesa ESP | 2 – 0             | EST Kais Kr. - Vesik | Arena Chao Yang Park de Vôlei de Praia Público: 400 Árbitro(s): ITA Stefano Cesare, JPN Takashi Fujii |
| 10 de Agosto, 2008 22:00 | 21 23 -            | Set 1 Set 2 Set 3 | 18 21 -              | Arena Chao Yang Park de Vôlei de Praia Público: 400 Árbitro(s): ITA Stefano Cesare, JPN Takashi Fujii |

| 12 de Agosto, 2008 10:00 | Xu - Wu CHN | 2 – 1             | EST Kais Kr. - Vesik | Arena Chao Yang Park de Vôlei de Praia Público: 10.800 Árbitro(s): NZL Richard Casutt, JPN Takashi Fujii |
| 12 de Agosto, 2008 10:00 | 15 21 15    | Set 1 Set 2 Set 3 | 21 11 13             | Arena Chao Yang Park de Vôlei de Praia Público: 10.800 Árbitro(s): NZL Richard Casutt, JPN Takashi Fujii |

| 12 de Agosto, 2008 23:00 | Herrera - Mesa ESP | 2 – 0             | AUT Gosch - Horst | Arena Chao Yang Park de Vôlei de Praia Público: 2.600 Árbitro(s): NOR Geir Dahle, FRA Marc Berard |
| 12 de Agosto, 2008 23:00 | 21 -               | Set 1 Set 2 Set 3 | 14 12 -           | Arena Chao Yang Park de Vôlei de Praia Público: 2.600 Árbitro(s): NOR Geir Dahle, FRA Marc Berard |

| 14 de Agosto, 2008 16:00 | Xu - Wu CHN | 2 – 0             | ESP Herrera - Mesa | Arena Chao Yang Park de Vôlei de Praia Público: 6.000 Árbitro(s): ITA Stefano Cesare, GER Marc Hagener |
| 14 de Agosto, 2008 16:00 | 21 -        | Set 1 Set 2 Set 3 | 13 15 -            | Arena Chao Yang Park de Vôlei de Praia Público: 6.000 Árbitro(s): ITA Stefano Cesare, GER Marc Hagener |

| 14 de Agosto, 2008 17:00 | Kais Kr. - Vesik EST | 1 – 2             | AUT Gosch - Horst | Arena Chao Yang Park de Vôlei de Praia Público: 2.000 Árbitro(s): NZL Richard Casutt, BRA Maria Amelia Villas-Boas |
| 14 de Agosto, 2008 17:00 | 16 21 12             | Set 1 Set 2 Set 3 | 21 18 15          | Arena Chao Yang Park de Vôlei de Praia Público: 2.000 Árbitro(s): NZL Richard Casutt, BRA Maria Amelia Villas-Boas |

### Grupo B
| Pos. | Equipa                  | Pts | V | D | PM  | PD  | PM / PD | SM | SD |
| ---- | ----------------------- | --- | - | - | --- | --- | ------- | -- | -- |
| 1    | LAT Samoilovs - Pļaviņš | 5   | 2 | 1 | 139 | 134 | 1,037   | 4  | 3  |
| 2    | USA Rogers - Dalhausser | 5   | 2 | 1 | 121 | 92  | 1,315   | 4  | 2  |
| 3    | SUI Heyer - Heuscher    | 4   | 1 | 2 | 120 | 129 | 1,037   | 3  | 4  |
| 4    | ARG Conde - Baracetti   | 4   | 1 | 2 | 99  | 124 | 0,798   | 2  | 4  |

| 9 de Agosto, 2008 21:00 | Rogers - Dalhausser USA | 0 – 2             | LAT Samoilovs - Pļaviņš | Arena Chao Yang Park de Vôlei de Praia Público: 12.000 Árbitro(s): NOR Geir Dahle, ITA Stefano Cesare |
| 9 de Agosto, 2008 21:00 | 19 18 -                 | Set 1 Set 2 Set 3 | 21 -                    | Arena Chao Yang Park de Vôlei de Praia Público: 12.000 Árbitro(s): NOR Geir Dahle, ITA Stefano Cesare |

| 9 de Agosto, 2008 22:00 | Heyer - Heuscher SUI | 2 – 0             | ARG Conde - Baracetti | Arena Chao Yang Park de Vôlei de Praia Público: 12.000 Árbitro(s): CAN Darryl Friesen, CHN Wang Leijun |
| 9 de Agosto, 2008 22:00 | 21 -                 | Set 1 Set 2 Set 3 | 13 17 -               | Arena Chao Yang Park de Vôlei de Praia Público: 12.000 Árbitro(s): CAN Darryl Friesen, CHN Wang Leijun |

| 11 de Agosto, 2008 09:00 | Conde - Baracetti ARG | 2 – 0             | LAT Samoilovs - Pļaviņš | Arena Chao Yang Park de Vôlei de Praia Público: 9.500 Árbitro(s): NZL Richard Casutt, GER Marc Hagener |
| 11 de Agosto, 2008 09:00 | 23 21 -               | Set 1 Set 2 Set 3 | 21 19 -                 | Arena Chao Yang Park de Vôlei de Praia Público: 9.500 Árbitro(s): NZL Richard Casutt, GER Marc Hagener |

| 11 de Agosto, 2008 22:00 | Rogers - Dalhausser USA | 2 – 0             | SUI Heyer - Heuscher | Arena Chao Yang Park de Vôlei de Praia Público: 8.200 Árbitro(s): AUT Andrea Haas, GBR Damien Searle |
| 11 de Agosto, 2008 22:00 | 21 -                    | Set 1 Set 2 Set 3 | 15 10 -              | Arena Chao Yang Park de Vôlei de Praia Público: 8.200 Árbitro(s): AUT Andrea Haas, GBR Damien Searle |

| 13 de Agosto, 2008 09:00 | Rogers - Dalhausser USA | 2 – 0             | ARG Conde - Baracetti | Arena Chao Yang Park de Vôlei de Praia Público: 4.900 Árbitro(s): GER Marc Hagener, GBR Damien Searle |
| 13 de Agosto, 2008 09:00 | 21 -                    | Set 1 Set 2 Set 3 | 12 13 -               | Arena Chao Yang Park de Vôlei de Praia Público: 4.900 Árbitro(s): GER Marc Hagener, GBR Damien Searle |

| 13 de Agosto, 2008 18:00 | Heyer - Heuscher SUI | 1 – 2             | LAT Samoilovs - Pļaviņš | Arena Chao Yang Park de Vôlei de Praia Público: 6.100 Árbitro(s): ITA Stefano Cesare, CHN Wang Leijun |
| 13 de Agosto, 2008 18:00 | 17 23 13             | Set 1 Set 2 Set 3 | 21 15                   | Arena Chao Yang Park de Vôlei de Praia Público: 6.100 Árbitro(s): ITA Stefano Cesare, CHN Wang Leijun |

### Grupo C
| Pos. | Equipa                 | Pts | V | D | PM  | PD  | PM / PD | SM | SD |
| ---- | ---------------------- | --- | - | - | --- | --- | ------- | -- | -- |
| 1    | BRA Ricardo - Emanuel  | 6   | 3 | 0 | 126 | 88  | 1,432   | 6  | 0  |
| 2    | AUS Schacht - Slack    | 5   | 2 | 1 | 115 | 102 | 1,127   | 4  | 2  |
| 3    | GEO Geor - Gia         | 4   | 1 | 2 | 114 | 111 | 1,027   | 2  | 4  |
| 4    | ANG Fernandes - Morais | 3   | 0 | 3 | 72  | 126 | 0,571   | 0  | 6  |

| 9 de Agosto, 2008 13:00 | Ricardo - Emanuel BRA | 2 – 0             | ANG Fernandes - Morais | Arena Chao Yang Park de Vôlei de Praia Público: 12.000 Árbitro(s): CHN Lu Weiping, GBR Damien Searle |
| 9 de Agosto, 2008 13:00 | 21 -                  | Set 1 Set 2 Set 3 | 8 13 -                 | Arena Chao Yang Park de Vôlei de Praia Público: 12.000 Árbitro(s): CHN Lu Weiping, GBR Damien Searle |

| 9 de Agosto, 2008 14:00 | Schacht - Slack AUS | 2 – 0             | GEO Geor - Gia | Arena Chao Yang Park de Vôlei de Praia Público: 12.000 Árbitro(s): AUT Andrea Haas, FRA Marc Berard |
| 9 de Agosto, 2008 14:00 | 21 -                | Set 1 Set 2 Set 3 | 17 19 -        | Arena Chao Yang Park de Vôlei de Praia Público: 12.000 Árbitro(s): AUT Andrea Haas, FRA Marc Berard |

| 11 de Agosto, 2008 10:00 | Schacht - Slack AUS | 2 – 0             | ANG Fernandes - Morais | Arena Chao Yang Park de Vôlei de Praia Público: — Árbitro(s): CHN Lu Weiping, SUI Jonas Personeni |
| 11 de Agosto, 2008 10:00 | 21 -                | Set 1 Set 2 Set 3 | 15 9 -                 | Arena Chao Yang Park de Vôlei de Praia Público: — Árbitro(s): CHN Lu Weiping, SUI Jonas Personeni |

| 11 de Agosto, 2008 13:00 | Ricardo - Emanuel BRA | 2 – 0             | GEO Geor - Gia | Arena Chao Yang Park de Vôlei de Praia Público: 6.500 Árbitro(s): SUI Jonas Personeni, USA Glenn Sapp |
| 11 de Agosto, 2008 13:00 | 21 -                  | Set 1 Set 2 Set 3 | 19 17 -        | Arena Chao Yang Park de Vôlei de Praia Público: 6.500 Árbitro(s): SUI Jonas Personeni, USA Glenn Sapp |

| 13 de Agosto, 2008 14:00 | Geor - Gia GEO | 2 – 0             | ANG Fernandes - Morais | Arena Chao Yang Park de Vôlei de Praia Público: 4.100 Árbitro(s): CHN Liu Hongyu, SUI Jonas Personeni |
| 13 de Agosto, 2008 14:00 | 21 -           | Set 1 Set 2 Set 3 | 14 13 -                | Arena Chao Yang Park de Vôlei de Praia Público: 4.100 Árbitro(s): CHN Liu Hongyu, SUI Jonas Personeni |

| 13 de Agosto, 2008 21:00 | Ricardo - Emanuel BRA | 2 – 0             | AUS Schacht - Slack | Arena Chao Yang Park de Vôlei de Praia Público: 7.200 Árbitro(s): NOR Geir Dahle, CHN Wang Leijun |
| 13 de Agosto, 2008 21:00 | 21 -                  | Set 1 Set 2 Set 3 | 14 17 -             | Arena Chao Yang Park de Vôlei de Praia Público: 7.200 Árbitro(s): NOR Geir Dahle, CHN Wang Leijun |

### Grupo D
| Pos. | Equipa                     | Pts | V | D | PM  | PD  | PM / PD | SM | SD |
| ---- | -------------------------- | --- | - | - | --- | --- | ------- | -- | -- |
| 1    | AUT Doppler - Gartmayer    | 6   | 3 | 0 | 156 | 144 | 1,083   | 6  | 2  |
| 2    | BRA M. Araujo - Fabio Luiz | 5   | 2 | 1 | 139 | 131 | 1,061   | 5  | 2  |
| 3    | RUS Barsouk - Kolodinsky   | 4   | 1 | 2 | 132 | 130 | 1,015   | 3  | 2  |
| 4    | ITA Lione - Amore          | 3   | 0 | 3 | 107 | 129 | 0,829   | 0  | 4  |

| 10 de Agosto, 2008 13:00 | M. Araujo - Fabio Luiz BRA | 2 – 0             | ITA Lione - Amore | Arena Chao Yang Park de Vôlei de Praia Público: 7.180 Árbitro(s): FRA Marc Berard, MEX Miguel Angel Ramirez |
| 10 de Agosto, 2008 13:00 | 21 -                       | Set 1 Set 2 Set 3 | 18 -              | Arena Chao Yang Park de Vôlei de Praia Público: 7.180 Árbitro(s): FRA Marc Berard, MEX Miguel Angel Ramirez |

| 10 de Agosto, 2008 23:00 | Barsouk - Kolodinsky RUS | 1 – 2             | AUT Doppler - Gartmayer | Arena Chao Yang Park de Vôlei de Praia Público: 400 Árbitro(s): CAN Darryl Friesen, CHN Liu Hongyu |
| 10 de Agosto, 2008 23:00 | 16 21 14                 | Set 1 Set 2 Set 3 | 21 18 16                | Arena Chao Yang Park de Vôlei de Praia Público: 400 Árbitro(s): CAN Darryl Friesen, CHN Liu Hongyu |

| 12 de Agosto, 2008 13:00 | M. Araujo - Fabio Luiz BRA | 1 – 2             | AUT Doppler - Gartmayer | Arena Chao Yang Park de Vôlei de Praia Público: 6.000 Árbitro(s): USA Glenn Sapp, MEX Miguel Angel Ramirez |
| 12 de Agosto, 2008 13:00 | 22 19 11                   | Set 1 Set 2 Set 3 | 20 21 15                | Arena Chao Yang Park de Vôlei de Praia Público: 6.000 Árbitro(s): USA Glenn Sapp, MEX Miguel Angel Ramirez |

| 12 de Agosto, 2008 21:00 | Barsouk - Kolodinsky RUS | 2 – 0             | ITA Lione - Amore | Arena Chao Yang Park de Vôlei de Praia Público: 6.800 Árbitro(s): CAN Darryl Friesen, NOR Geir Dahle |
| 12 de Agosto, 2008 21:00 | 21 -                     | Set 1 Set 2 Set 3 | 17 13 -           | Arena Chao Yang Park de Vôlei de Praia Público: 6.800 Árbitro(s): CAN Darryl Friesen, NOR Geir Dahle |

| 14 de Agosto, 2008 15:00 | Doppler - Gartmayer AUT | 2 – 0             | ITA Lione - Amore | Arena Chao Yang Park de Vôlei de Praia Público: 3.000 Árbitro(s): BRA Maria Amelia Villas-Boas, CHN Liu Hongyu |
| 14 de Agosto, 2008 15:00 | 21 24 -                 | Set 1 Set 2 Set 3 | 19 22 -           | Arena Chao Yang Park de Vôlei de Praia Público: 3.000 Árbitro(s): BRA Maria Amelia Villas-Boas, CHN Liu Hongyu |

| 14 de Agosto, 2008 18:00 | M. Araujo - Fabio Luiz BRA | 2 – 0             | RUS Barsouk - Kolodinsky | Arena Chao Yang Park de Vôlei de Praia Público: 400 Árbitro(s): CAN Darryl Friesen, CHN Wang Leijun |
| 14 de Agosto, 2008 18:00 | 24 21 -                    | Set 1 Set 2 Set 3 | 22 17 -                  | Arena Chao Yang Park de Vôlei de Praia Público: 400 Árbitro(s): CAN Darryl Friesen, CHN Wang Leijun |

### Grupo E
| Pos. | Equipa                   | Pts | V | D | PM  | PD  | PM / PD | SM | SD |
| ---- | ------------------------ | --- | - | - | --- | --- | ------- | -- | -- |
| 1    | NED Nummerdor - Schuil   | 6   | 3 | 0 | 133 | 106 | 1,255   | 6  | 1  |
| 2    | SUI Laciga M. - Schnider | 5   | 2 | 1 | 113 | 102 | 1,108   | 4  | 2  |
| 3    | GER Klemperer - Koreng   | 4   | 1 | 2 | 118 | 132 | 0,893   | 2  | 5  |
| 4    | NOR Kjemperud - Skarlund | 3   | 0 | 3 | 123 | 147 | 0,837   | 2  | 6  |

| 9 de Agosto, 2008 10:00 | Nummerdor - Schuil NED | 2 – 0             | SUI Laciga M. - Schnider | Arena Chao Yang Park de Vôlei de Praia Público: 9.139 Árbitro(s): NZL Richard Casutt, USA Glenn Sapp |
| 9 de Agosto, 2008 10:00 | 21 -                   | Set 1 Set 2 Set 3 | 14 15 -                  | Arena Chao Yang Park de Vôlei de Praia Público: 9.139 Árbitro(s): NZL Richard Casutt, USA Glenn Sapp |

| 9 de Agosto, 2008 23:00 | Klemperer - Koreng GER | 2 – 1             | NOR Kjemperud - Skarlund | Arena Chao Yang Park de Vôlei de Praia Público: 12.000 Árbitro(s): ITA Stefano Cesare, BRA Maria Amelia Villas-Boas |
| 9 de Agosto, 2008 23:00 | 19 22 15               | Set 1 Set 2 Set 3 | 21 20 7                  | Arena Chao Yang Park de Vôlei de Praia Público: 12.000 Árbitro(s): ITA Stefano Cesare, BRA Maria Amelia Villas-Boas |

| 11 de Agosto, 2008 21:00 | Nummerdor - Schuil NED | 2 – 1             | NOR Kjemperud - Skarlund | Arena Chao Yang Park de Vôlei de Praia Público: 8.200 Árbitro(s): CAN Darryl Friesen, BRA Maria Amelia Villas-Boas |
| 11 de Agosto, 2008 21:00 | 13 21 15               | Set 1 Set 2 Set 3 | 21 15 9                  | Arena Chao Yang Park de Vôlei de Praia Público: 8.200 Árbitro(s): CAN Darryl Friesen, BRA Maria Amelia Villas-Boas |

| 11 de Agosto, 2008 23:00 | Klemperer - Koreng GER | 0 – 2             | SUI Laciga M. - Schnider | Arena Chao Yang Park de Vôlei de Praia Público: 3.000 Árbitro(s): AUT Andrea Haas, BRA Maria Amelia Villas-Boas |
| 11 de Agosto, 2008 23:00 | 15 -                   | Set 1 Set 2 Set 3 | 21 -                     | Arena Chao Yang Park de Vôlei de Praia Público: 3.000 Árbitro(s): AUT Andrea Haas, BRA Maria Amelia Villas-Boas |

| 13 de Agosto, 2008 19:00 | Kjemperud - Skarlund NOR | 0 – 2             | SUI Laciga M. - Schnider | Arena Chao Yang Park de Vôlei de Praia Público: 11.700 Árbitro(s): CAN Darryl Friesen, USA Glenn Sapp |
| 13 de Agosto, 2008 19:00 | 17 13 -                  | Set 1 Set 2 Set 3 | 21 -                     | Arena Chao Yang Park de Vôlei de Praia Público: 11.700 Árbitro(s): CAN Darryl Friesen, USA Glenn Sapp |

| 13 de Agosto, 2008 20:00 | Nummerdor - Schuil NED | 2 – 0             | GER Klemperer - Koreng | Arena Chao Yang Park de Vôlei de Praia Público: 8.200 Árbitro(s): ITA Stefano Cesare, BRA Maria Amelia Villas-Boas |
| 13 de Agosto, 2008 20:00 | 21 -                   | Set 1 Set 2 Set 3 | 16 -                   | Arena Chao Yang Park de Vôlei de Praia Público: 8.200 Árbitro(s): ITA Stefano Cesare, BRA Maria Amelia Villas-Boas |

### Grupo F
| Pos. | Equipa                    | Pts | V | D | PM  | PD  | PM / PD | SM | SD |
| ---- | ------------------------- | --- | - | - | --- | --- | ------- | -- | -- |
| 1    | USA Gibb - Rosenthal      | 6   | 3 | 0 | 142 | 111 | 1,279   | 4  | 0  |
| 2    | JPN Asahi - Shiratori     | 4   | 1 | 2 | 147 | 151 | 0,974   | 2  | 3  |
| 3    | NED Boersma E. - Ronnes   | 4   | 1 | 2 | 125 | 137 | 0,912   | 1  | 4  |
| 4    | GER Brink - Dieckmann Ch. | 4   | 1 | 2 | 106 | 121 | 0,876   | 2  | 2  |

| 10 de Agosto, 2008 20:00 | Brink - Dieckmann Ch. GER | 2 – 0             | JPN Asahi - Shiratori | Arena Chao Yang Park de Vôlei de Praia Público: 7.000 Árbitro(s): CHN Wang Leijun, NOR Geir Dahle |
| 10 de Agosto, 2008 20:00 | 21 -                      | Set 1 Set 2 Set 3 | 18 -                  | Arena Chao Yang Park de Vôlei de Praia Público: 7.000 Árbitro(s): CHN Wang Leijun, NOR Geir Dahle |

| 10 de Agosto, 2008 21:00 | Gibb - Rosenthal USA | 2 – 0             | NED Boersma E. - Ronnes | Arena Chao Yang Park de Vôlei de Praia Público: 1.200 Árbitro(s): AUT Andrea Haas, CAN Darryl Friesen |
| 10 de Agosto, 2008 21:00 | 21 -                 | Set 1 Set 2 Set 3 | 16 15 -                 | Arena Chao Yang Park de Vôlei de Praia Público: 1.200 Árbitro(s): AUT Andrea Haas, CAN Darryl Friesen |

| 12 de Agosto, 2008 18:00 | Boersma E. - Ronnes NED | 1 – '2            | JPN Asahi - Shiratori | Arena Chao Yang Park de Vôlei de Praia Público: 10.000 Árbitro(s): AUT Andrea Haas, FRA Marc Berard |
| 12 de Agosto, 2008 18:00 | 15 25 11                | Set 1 Set 2 Set 3 | 21 23 15              | Arena Chao Yang Park de Vôlei de Praia Público: 10.000 Árbitro(s): AUT Andrea Haas, FRA Marc Berard |

| 12 de Agosto, 2008 22:00 | Brink - Dieckmann Ch. GER | 0 – 2             | USA Gibb - Rosenthal | Arena Chao Yang Park de Vôlei de Praia Público: 5.600 Árbitro(s): ITA Stefano Cesare, CHN Wang Leijun |
| 12 de Agosto, 2008 22:00 | 15 13 -                   | Set 1 Set 2 Set 3 | 21 -                 | Arena Chao Yang Park de Vôlei de Praia Público: 5.600 Árbitro(s): ITA Stefano Cesare, CHN Wang Leijun |

| 14 de Agosto, 2008 19:00 | Gibb - Rosenthal USA | 2 – 1             | JPN Asahi - Shiratori | Arena Chao Yang Park de Vôlei de Praia Público: 3.100 Árbitro(s): ITA Stefano Cesare, NZL Richard Casutt |
| 14 de Agosto, 2008 19:00 | 21 19 18             | Set 1 Set 2 Set 3 | 15 21 16              | Arena Chao Yang Park de Vôlei de Praia Público: 3.100 Árbitro(s): ITA Stefano Cesare, NZL Richard Casutt |

| 14 de Agosto, 2008 20:00 | Brink - Dieckmann Ch. GER | 0 – 2             | NED Boersma E. - Ronnes | Arena Chao Yang Park de Vôlei de Praia Público: 4.500 Árbitro(s): NOR Geir Dahle, FRA Marc Berard |
| 14 de Agosto, 2008 20:00 | 16 20 -                   | Set 1 Set 2 Set 3 | 21 22 -                 | Arena Chao Yang Park de Vôlei de Praia Público: 4.500 Árbitro(s): NOR Geir Dahle, FRA Marc Berard |

### Melhor 3º lugar
As equipas classificadas em 3º lugar de cada grupo foram ordenadas por pontos (Pts). O desempate, foi, na ordem, pela divisão dos pontos marcados (PM) pelos pontos sofridos (PD) e pelo ranking da FIVB. As duas equipas melhor posicionadas foram automaticamente classificadas para os oitavos-de-final. As outras quatro equipas fizeram dois jogos (3ª x 6ª e 4ª x 5ª) e os vencedores passaram para a próxima fase.
| Pos. | Equipa                   | Grupo | Pts | V | D | PM  | PD  | PM / PD | SM | SD | Rank |
| ---- | ------------------------ | ----- | --- | - | - | --- | --- | ------- | -- | -- | ---- |
| 1    | GEO Geor - Gia           | C     | 4   | 1 | 2 | 114 | 111 | 1,027   | 2  | 4  | 21   |
| 2    | RUS Barsouk - Kolodinsky | D     | 4   | 1 | 2 | 132 | 130 | 1,015   | 3  | 2  | 8    |
| 3    | SUI Heyer - Heuscher     | B     | 4   | 1 | 2 | 120 | 129 | 0,930   | 3  | 4  | 15   |
| 4    | NED Boersma E. - Ronnes  | F     | 4   | 1 | 2 | 125 | 137 | 0,912   | 1  | 4  | 19   |
| 5    | GER Klemperer - Koreng   | E     | 4   | 1 | 2 | 118 | 132 | 0,893   | 2  | 5  | 9    |
| 6    | AUT Gosch - Horst        | A     | 4   | 1 | 2 | 111 | 133 | 0,835   | 2  | 5  | 23   |

| 14 de Agosto, 2008 22:00 | Heyer - Heuscher SUI | 0 – 2             | AUT Gosch - Horst | Arena Chao Yang Park de Vôlei de Praia Público: 120 Árbitro(s): ITA Stefano Cesare, JPN Takashi Fujii |
| 14 de Agosto, 2008 22:00 | 11 19 -              | Set 1 Set 2 Set 3 | 21 -              | Arena Chao Yang Park de Vôlei de Praia Público: 120 Árbitro(s): ITA Stefano Cesare, JPN Takashi Fujii |

| 14 de Agosto, 2008 22:00 | Boersma E. - Ronnes NED | 0 – 2             | GER Klemperer - Koreng | Arena Chao Yang Park de Vôlei de Praia Público: 3.200 Árbitro(s): CAN Darryl Friesen, FRA Marc Berard |
| 14 de Agosto, 2008 22:00 | 16 25 -                 | Set 1 Set 2 Set 3 | 21 27 -                | Arena Chao Yang Park de Vôlei de Praia Público: 3.200 Árbitro(s): CAN Darryl Friesen, FRA Marc Berard |

## Fases finais

### Oitavos-de-final
| 16 de Agosto, 2008 9:00 | Laciga M. - Schnider SUI | 1 – 2             | USA Rogers - Dalhausser | Arena Chao Yang Park de Vôlei de Praia Público: 11.500 Árbitro(s): BRA Maria Amelia Villas-Boas, NZL Richard Casutt |
| 16 de Agosto, 2008 9:00 | 16 23 13                 | Set 1 Set 2 Set 3 | 21 15                   | Arena Chao Yang Park de Vôlei de Praia Público: 11.500 Árbitro(s): BRA Maria Amelia Villas-Boas, NZL Richard Casutt |

| 16 de Agosto, 2008 10:00 | Xu - Wu CHN | 0 – 2             | GER Klemperer - Koreng | Arena Chao Yang Park de Vôlei de Praia Público: 11.800 Árbitro(s): CAN Darryl Friesen, MEX Miguel Angel Ramirez |
| 16 de Agosto, 2008 10:00 | 15 18 -     | Set 1 Set 2 Set 3 | 21 -                   | Arena Chao Yang Park de Vôlei de Praia Público: 11.800 Árbitro(s): CAN Darryl Friesen, MEX Miguel Angel Ramirez |

| 16 de Agosto, 2008 11:00 | Geor - Gia GEO | 2 – 1             | AUT Doppler - Gartmayer | Arena Chao Yang Park de Vôlei de Praia Público: 6.000 Árbitro(s): ITA Stefano Cesare, GBR Damien Searle |
| 16 de Agosto, 2008 11:00 | 19 21 15       | Set 1 Set 2 Set 3 | 21 16 13                | Arena Chao Yang Park de Vôlei de Praia Público: 6.000 Árbitro(s): ITA Stefano Cesare, GBR Damien Searle |

| 16 de Agosto, 2008 12:00 | Nummerdor - Schuil NED | 2 – 0             | AUS Schacht - Slack | Arena Chao Yang Park de Vôlei de Praia Público: 2.100 Árbitro(s): USA Glenn Sapp, BRA Maria Amelia Villas-Boas |
| 16 de Agosto, 2008 12:00 | 21 -                   | Set 1 Set 2 Set 3 | 16 14 -             | Arena Chao Yang Park de Vôlei de Praia Público: 2.100 Árbitro(s): USA Glenn Sapp, BRA Maria Amelia Villas-Boas |

| 16 de Agosto, 2008 18:00 | Asahi - Shiratori JPN | 0 – 2             | BRA M. Araujo - Fabio Luiz | Arena Chao Yang Park de Vôlei de Praia Público: 10.200 Árbitro(s): NOR Geir Dahle, AUT Andrea Haas |
| 16 de Agosto, 2008 18:00 | 21 15 -               | Set 1 Set 2 Set 3 | 23 21 -                    | Arena Chao Yang Park de Vôlei de Praia Público: 10.200 Árbitro(s): NOR Geir Dahle, AUT Andrea Haas |

| 16 de Agosto, 2008 19:00 | Gosch - Horst AUT | 2 – 0             | LAT Samoilovs - Pļaviņš | Arena Chao Yang Park de Vôlei de Praia Público: 11.800 Árbitro(s): SUI Jonas Personeni, FRA Marc Berard |
| 16 de Agosto, 2008 19:00 | 21 -              | Set 1 Set 2 Set 3 | 17 18 -                 | Arena Chao Yang Park de Vôlei de Praia Público: 11.800 Árbitro(s): SUI Jonas Personeni, FRA Marc Berard |

| 16 de Agosto, 2008 20:00 | Herrera - Mesa ESP | 0 – 2             | USA Gibb - Rosenthal | Arena Chao Yang Park de Vôlei de Praia Público: 11.800 Árbitro(s): NZL Richard Casutt, JPN Takashi Fujii |
| 16 de Agosto, 2008 20:00 | 24 17 -            | Set 1 Set 2 Set 3 | 26 21 -              | Arena Chao Yang Park de Vôlei de Praia Público: 11.800 Árbitro(s): NZL Richard Casutt, JPN Takashi Fujii |

| 16 de Agosto, 2008 21:00 | Ricardo - Emanuel BRA | 2 – 1             | RUS Barsouk - Kolodinsky | Arena Chao Yang Park de Vôlei de Praia Público: 8.600 Árbitro(s): CAN Darryl Friesen, CHN Wang Leijun |
| 16 de Agosto, 2008 21:00 | 18 25 15              | Set 1 Set 2 Set 3 | 21 23 12                 | Arena Chao Yang Park de Vôlei de Praia Público: 8.600 Árbitro(s): CAN Darryl Friesen, CHN Wang Leijun |

### Quartos-de-final
|  | Quartos-de-final                    | Quartos-de-final                    |                                     |                       | Meias-finais      | Meias-finais      |  |  | Medalha de Ouro                     | Medalha de Ouro |
|  |                                     |                                     |                                     |                       |                   |                   |  |  |                                     |                 |
|  | 18 Ago, 2008 - Arena Chao Yang Park |                                     |                                     |                       |                   |                   |  |  |                                     |                 |
|  |                                     |                                     |                                     |                       |                   |                   |  |  |                                     |                 |
|  | GER Klemperer - Koreng              | 0                                   |                                     |                       |                   |                   |  |  |                                     |                 |
|  | GER Klemperer - Koreng              | 0                                   | 20 Ago, 2008 - Arena Chao Yang Park |                       |                   |                   |  |  |                                     |                 |
|  | USA Rogers - Dalhausser             | 2                                   |                                     |                       |                   |                   |  |  |                                     |                 |
|  | USA Rogers - Dalhausser             | 2                                   | USA Rogers - Dalhausser             | 2                     |                   |                   |  |  |                                     |                 |
|  | 18 Ago, 2008 - Arena Chao Yang Park |                                     | USA Rogers - Dalhausser             | 2                     |                   |                   |  |  |                                     |                 |
|  |                                     | GEO Geor - Gia                      | 0                                   |                       |                   |                   |  |  |                                     |                 |
|  | NED Nummerdor - Schuil              | GEO Geor - Gia                      | 0                                   | 0                     |                   |                   |  |  |                                     |                 |
|  | NED Nummerdor - Schuil              |                                     | 22 Ago, 2008 - Arena Chao Yang Park | 0                     |                   |                   |  |  |                                     |                 |
|  | GEO Geor - Gia                      | 2                                   |                                     |                       |                   |                   |  |  |                                     |                 |
|  | GEO Geor - Gia                      | 2                                   | USA Rogers - Dalhausser             | 2                     |                   |                   |  |  |                                     |                 |
|  | 18 Ago, 2008 - Arena Chao Yang Park |                                     | USA Rogers - Dalhausser             | 2                     |                   |                   |  |  |                                     |                 |
|  |                                     | BRA M. Araujo - Fabio Luiz          | 1                                   |                       |                   |                   |  |  |                                     |                 |
|  | BRA Ricardo - Emanuel               | BRA M. Araujo - Fabio Luiz          | 1                                   | 2                     |                   |                   |  |  |                                     |                 |
|  | BRA Ricardo - Emanuel               | 20 Ago, 2008 - Arena Chao Yang Park |                                     | 2                     |                   |                   |  |  |                                     |                 |
|  | USA Gibb - Rosenthal                | 0                                   |                                     |                       |                   |                   |  |  |                                     |                 |
|  | USA Gibb - Rosenthal                | 0                                   | BRA Ricardo - Emanuel               | 0                     | Medalha de Bronze | Medalha de Bronze |  |  |                                     |                 |
|  | 18 Ago, 2008 - Arena Chao Yang Park |                                     | BRA Ricardo - Emanuel               | 0                     | Medalha de Bronze | Medalha de Bronze |  |  |                                     |                 |
|  |                                     | BRA M. Araujo - Fabio Luiz          | 2                                   |                       |                   |                   |  |  |                                     |                 |
|  | BRA M. Araujo - Fabio Luiz          | BRA M. Araujo - Fabio Luiz          | 2                                   | 2                     | GEO Geor - Gia    | 0                 |  |  |                                     |                 |
|  | BRA M. Araujo - Fabio Luiz          |                                     |                                     | 2                     | GEO Geor - Gia    | 0                 |  |  |                                     |                 |
|  | AUT Gosch - Horst                   | 0                                   |                                     | BRA Ricardo - Emanuel | 2                 |                   |  |  |                                     |                 |
|  | AUT Gosch - Horst                   | 0                                   |                                     |                       | 2                 |                   |  |  |                                     |                 |
|  |                                     |                                     |                                     |                       |                   |                   |  |  | 22 Ago, 2008 - Arena Chao Yang Park |                 |
|  |                                     |                                     |                                     |                       |                   |                   |  |  |                                     |                 |

| 18 de Agosto, 2008 10:00 | Klemperer - Koreng GER | 0 – 2             | USA Rogers - Dalhausser | Arena Chao Yang Park de Vôlei de Praia Público: 11.000 Árbitro(s): NZL Richard Casutt, JPN Takashi Fujii |
| 18 de Agosto, 2008 10:00 | 13 23 -                | Set 1 Set 2 Set 3 | 21 25 -                 | Arena Chao Yang Park de Vôlei de Praia Público: 11.000 Árbitro(s): NZL Richard Casutt, JPN Takashi Fujii |

| 18 de Agosto, 2008 11:00 | Nummerdor - Schuil NED | 0 – 2             | GEO Geor - Gia | Arena Chao Yang Park de Vôlei de Praia Público: 8.300 Árbitro(s): NOR Geir Dahle, AUT Andrea Haas |
| 18 de Agosto, 2008 11:00 | 19 -                   | Set 1 Set 2 Set 3 | 21 -           | Arena Chao Yang Park de Vôlei de Praia Público: 8.300 Árbitro(s): NOR Geir Dahle, AUT Andrea Haas |

| 18 de Agosto, 2008 20:00 | M. Araujo - Fabio Luiz BRA | 2 – 0             | AUT Gosch - Horst | Arena Chao Yang Park de Vôlei de Praia Público: 11.600 Árbitro(s): CAN Darryl Friesen, CHN Wang Leijun |
| 18 de Agosto, 2008 20:00 | 22 21 -                    | Set 1 Set 2 Set 3 | 20 17 -           | Arena Chao Yang Park de Vôlei de Praia Público: 11.600 Árbitro(s): CAN Darryl Friesen, CHN Wang Leijun |

| 18 de Agosto, 2008 21:00 | Ricardo - Emanuel BRA | 2 – 0             | USA Gibb - Rosenthal | Arena Chao Yang Park de Vôlei de Praia Público: 11.900 Árbitro(s): ITA Stefano Cesare, GBR Damien Searle |
| 18 de Agosto, 2008 21:00 | 21 -                  | Set 1 Set 2 Set 3 | 18 16 -              | Arena Chao Yang Park de Vôlei de Praia Público: 11.900 Árbitro(s): ITA Stefano Cesare, GBR Damien Searle |

### Meias-finais
| 20 de Agosto, 2008 09:00 | Rogers - Dalhausser USA | 2 – 0             | GEO Geor - Gia | Arena Chao Yang Park de Vôlei de Praia Público: 11.000 Árbitro(s): ITA Stefano Cesare, CHN Wang Leijun |
| 20 de Agosto, 2008 09:00 | 21 -                    | Set 1 Set 2 Set 3 | 11 13 -        | Arena Chao Yang Park de Vôlei de Praia Público: 11.000 Árbitro(s): ITA Stefano Cesare, CHN Wang Leijun |

| 20 de Agosto, 2008 10:00 | Ricardo - Emanuel BRA | 0 – 2             | BRA M. Araujo - Fabio Luiz | Arena Chao Yang Park de Vôlei de Praia Público: 10.500 Árbitro(s): CAN Darryl Friesen, JPN Takashi Fujii |
| 20 de Agosto, 2008 10:00 | 20 18 -               | Set 1 Set 2 Set 3 | 22 21 -                    | Arena Chao Yang Park de Vôlei de Praia Público: 10.500 Árbitro(s): CAN Darryl Friesen, JPN Takashi Fujii |

### Medalha de Bronze
| 22 de Agosto, 2008 09:00 | Geor - Gia GEO | 0 – 2             | BRA Ricardo - Emanuel | Arena Chao Yang Park de Vôlei de Praia Público: 8.000 Árbitro(s): CAN Darryl Friesen, USA Glenn Sapp |
| 22 de Agosto, 2008 09:00 | 15 10 -        | Set 1 Set 2 Set 3 | 21 -                  | Arena Chao Yang Park de Vôlei de Praia Público: 8.000 Árbitro(s): CAN Darryl Friesen, USA Glenn Sapp |

### Final
| 22 de Agosto, 2008 11:00 | Rogers - Dalhausser USA | 2 – 1             | BRA M. Araujo - Fabio Luiz | Arena Chao Yang Park de Vôlei de Praia Público: 12.000 Árbitro(s): ITA Stefano Cesare, CHN Wang Leijun |
| 22 de Agosto, 2008 11:00 | 23 17 15                | Set 1 Set 2 Set 3 | 21 4                       | Arena Chao Yang Park de Vôlei de Praia Público: 12.000 Árbitro(s): ITA Stefano Cesare, CHN Wang Leijun |

## Classificação final
Esta foi a classificação após as 54 partidas realizadas:
| Classificação final | Equipa                     | Nº de entrada |
| ------------------- | -------------------------- | ------------- |
|                     | USA Rogers - Dalhausser    | 1             |
|                     | BRA M. Araujo - Fabio Luiz | 3             |
|                     | BRA Ricardo - Emanuel      | 2             |
| 4                   | GEO Geor - Gia             | 17            |
| 5                   | AUT Gosch - Horst          | 19            |
| 5                   | GER Klemperer - Koreng     | 8             |
| 5                   | NED Nummerdor - Schuil     | 4             |
| 5                   | USA Gibb - Rosenthal       | 9             |
| 9                   | AUS Schacht - Slack        | 10            |
| 9                   | AUT Doppler - Gartmayer    | 15            |
| 9                   | CHN Xu - Wu                | 5             |
| 9                   | ESP Herrera - Mesa         | 11            |
| 9                   | JPN Asahi - Shiratori      | 22            |
| 9                   | LAT Samoilovs - Pļaviņš    | 21            |
| 9                   | RUS Barsouk - Kolodinsky   | 7             |
| 9                   | SUI Laciga M. - Schnider   | 20            |
| 17                  | NED Boersma E. - Ronnes    | 16            |
| 17                  | SUI Heyer - Heuscher       | 12            |
| 19                  | ANG Fernandes - Morais     | 24            |
| 19                  | ARG Conde - Baracetti      | 13            |
| 19                  | EST Kais Kr. - Vesik       | 14            |
| 19                  | GER Brink - Dieckmann Ch.  | 6             |
| 19                  | ITA Lione - Amore          | 23            |
| 19                  | NOR Kjemperud - Skarlund   | 18            |